# Walter J. Kohler (politico 1904)
Walter Jodok Kohler junior (Kohler, 4 aprile 1904 – Sheboygan, 21 marzo 1976) è stato un politico, imprenditore e militare statunitense. Fu il 33º governatore del Wisconsin dal 1951 al 1957 per tre mandati. Era il figlio di Walter Jodok Kohler Senior, anch'egli governatore. Fu anche ufficiale della Marina degli Stati Uniti nella seconda guerra mondiale.